# قرية جدرة
قرية جدرة  قرية من القرى الواقعة في مدينة الباحة، وبلده من بلاد غامد بالمملكة العربية السعودية. شيخ قرية جدره عبدالله بن عائض ال عوض الغامدي من ابرز العرفاء بمنطقة الباحة 

## التاريخ
شخصيات بارزة من قرية جدرة – منطقة الباحة
تقع قرية جدرة في منطقة الباحة، وهي من القرى التي شهدت ظهور عدد من الشخصيات التي تركت بصمات واضحة في مجالات متعددة، من بينها الإدارة، الأمن، العمل الاجتماعي، والهندسة. هذه الشخصيات ساهمت بطرق مختلفة في دعم التنمية المحلية وخدمة المجتمع.
الأستاذ/ صالح راجح – رئيس مركز بني ظبيان، يشارك في المهام الإدارية والتنموية، وله دور في تحسين مستوى الخدمات المقدمة للسكان في المنطقة.
رئيس رقباء/ سعد راجح – متقاعد، قضى سنوات طويلة في قطاع الأمن، وأسهم في حفظ الأمن والاستقرار في محيط عمله، وحظي بتقدير المجتمع على جهوده.
محمد عبدالله الغامدي – شخصية اجتماعية معروفة، عمل على مبادرات في الإصلاح الاجتماعي وحل النزاعات، وشارك في العديد من الأعمال الخيرية والتطوعية.
عبدالعزيز بن أحمد – من الداعمين النشطين للأنشطة الشبابية والتعليمية، ساهم في تنظيم فعاليات مجتمعية وشجع المبادرات التطوعية داخل القرية.
خالد بن سعيد الغامدي – مهندس ذو خبرة شارك في مشاريع هندسية وتنموية داخل المنطقة، وحرص على نقل خبراته وتطوير مهارات الشباب في مجال الهندسة والتقنية.
العقيد/ عبدالله راجح – من منسوبي قطاع الأمن، يمتلك سجلًا حافلًا من الخدمة والتفاني، وشارك في عدة مهام أمنية وإدارية، ويحظى باحترام زملائه والمجتمع.
سعيد بن علي – من الوجهاء المعروفين في القرية، يعمل في مجال الصلح والإصلاح الاجتماعي، وله دور في تعزيز العلاقات الاجتماعية والحفاظ على السلم الأهلي بين أفراد المجتمع.

تُظهر هذه الشخصيات وغيرها مدى ما قدمته قرية جدرة من طاقات بشرية أسهمت في مختلف قطاعات الدولة والتنمية المحلية، وهو انعكاس لقيم التعاون والالتزام التي يتمتع بها سكان القرية

## الزراعة
تتميز منطقة الباحة بصفة عامة بزراعة العنب والرمان والكمثرى والتين الشوكي والبخاري والمشمش واللوز وغيرها وهو مايتواجد أيضا في مزارع قرية جدرة وإن كانت بصفة غير تجارية في أغلب الحالات.

## وصلات خارجية
- منتديات قرية جدرة
- قرية جدرة على الفيس بوك